# 壯身短吻獅子魚
壯身短吻獅子魚，為輻鰭魚綱鮋形目杜父魚亞目獅子魚科的其中一種，分布於北冰洋拉普捷夫海海域，棲息深度1151-2151公尺，為深海底棲性魚類，體長可達11.75公分，屬肉食性，生活習性不明。

## 擴展閱讀
維基物種上的相關：壯身短吻獅子魚